# Nous sommes onze !
Nous sommes onze ! (11人いる!, Jūichinin iru!) est un shōjo manga de science-fiction écrit et dessiné par Moto Hagio entre 1975 et 1977 et pré-publié dans le magazine Bessatsu Shōjo Comic de Shōgakukan. De très courtes histoires humoristiques additionnelles sont aussi pré-publiées en 1977 dans le même magazine.
Le manga se divise en deux parties. La première est un huis clos spatial où un intrus s'est infiltré dans une épreuve de survie pour intégrer une prestigieuse académie spatiale. La seconde partie place les protagonistes au cœur d'un conflit entre deux planètes jumelles.
L'un des tout premiers véritables mangas de science-fiction dans le domaine du shōjo, il remporte le prix Shōgakukan en 1976 conjointement avec le manga Poe no ichizoku de la même autrice. Il est adapté en  drama, en film d'animation et en pièces de théâtre. Il est traduit dans plusieurs langues dont le français, publié par Glénat.

## Synopsis
Le manga est divisé en deux parties, la première est nommée Nous sommes onze ! (11人いる!) quand la seconde est nommée Nous sommes onze - suite : Est et Ouest, un lointain horizon (続・11人いる! 東の地平・西の永遠). Enfin la série est complétée par une collection de vignettes humoristiques nommée Space Street (スペースストリート).

### Nous sommes onze!
Pour intégrer une prestigieuse université spatiale, les postulants sont séparés en groupes de 10 personnes de même sexe et sont envoyés à bord de grands vaisseaux spatiaux endommagés à la dérive dans l'espace. Pour réussir ce test de survie et de coopération les 10 postulants doivent rester à bord du vaisseau pendant 53 jours : leur seul moyen de communication avec l'extérieur est un bouton d'urgence, qui si déclenché provoque l'échec de l'examen.
Lorsque le groupe de Tada arrive à bord de leur vaisseau, les membres de l'équipe sont horrifiés de découvrir qu'ils sont 11 personnes à bord. Qui est l'intrus ? Pourquoi est-il ici ? Est-il hostile ? À peine ces questions n'aient le temps de traverser l'esprit des postulants que déjà des explosions en chaîne se produisent dans le vaisseau. Ces explosions font partie de l'examen et la chaîne d'explosion est rapidement interrompue par les postulants.
Parmi les 11 membres d'équipage, Baseska, jeune roi de la planète Aristoska-Ré qui passe l'examen pour tester ses capacités, prend les commandes de l'équipage. Tada quant à lui apparaît rapidement comme le coupable idéal : il est doté de capacités de perception extrasensorielle latentes et connaît intuitivement les moindres recoins du vaisseau. L'équipage se méfie de plus en plus de lui, à l'exception de Flore : une tension romantique s'installe petit à petit entre les deux. Mais les incidents se multiplient : un membre de l'équipage est électrocuté et survit de justesse, Tada découvre la présence d'un télépathe dans l'équipe sans pouvoir l'identifier, du lierre-électrique se propage dans le vaisseau tandis que la température ne cesse d'augmenter de façon inexplicable.
Ils découvrent la cause de l'augmentation de la température après réparation des capteurs du vaisseau : à cause des explosions l'engin a dévié de son orbite et se rapproche de plus en plus d'une étoile. Selon leurs calculs la température va rapidement devenir insoutenable, mais surtout le lierre-électrique, au-delà d'une certaine température, commence à propager des spores mortels. L'équipe se lance alors dans une course contre la montre désespérée et parvient in-extremis à dévier le vaisseau de sa trajectoire, faisant baisser la température. Mais Flore tombe tout de même malade à cause des spores et l'équipage se voit forcé d'enclencher le bouton d'urgence, au 45e jour. L'équipage est alors évacué et l'équipe de secours de l'université prend en charge Flore pour lui prodiguer un traitement.
De retour au centre d'examen, l'équipe découvre avec stupeur que l'intrus n'est autre qu'un examinateur chargé de faire échouer au plus vite le groupe. Leur groupe, malgré tous les problèmes imprévus par l'université, est en fait celui qui est resté à bord de son vaisseau le plus longtemps. L'examen est donc réussi. Tada intègre alors l'université spatiale en compagnie de Flore.

### Est et Ouest, un lointain horizon
Tada et Flore, récemment fiancés, sont étudiants en première année à l'université spatiale quand Baseska les invite sur sa planète Aristoska-Ré. Cette planète fait partie d'un système triple où les deux planètes jumelles Aristoska-Ré et Aristoska-Ra gravitent autour de la planète mère Aristos. Aristoska-Ré et Aristoska-Ra se disputent depuis des siècles le contrôle des ressources minières d'Aristos, mais les richesses de la planète attirent aussi la convoitise d'autres systèmes, notamment celui de Douz.
Des nobles de la cour d'Aristoska-Ré, dirigés par le ministre Bapa, prennent le pouvoir après un coup d'état : Baseska, Tada et Flore sont arrêtés et fait prisonniers. Puis Bapa déclare la guerre à Aristoska-Ra, pendant que Douz dépêche ses services secrets pour envenimer le conflit un maximum et tenter in fine de prendre le contrôle total du système Aristos.
Baseska, Tada et Flore parviennent finalement à s'échapper et à gagner l'aide des services secrets de l'Union Spatiale et celle de l'université spatiale. Ils finissent par arrêter Bapa et par révéler au grand jour les manigances de Douz, ce qui a pour effet de mettre fin à la guerre entre Aristoska-Ré et Aristoska-Ra. Pour sceller la paix retrouvée, Baseska épouse une noble d'Aristoska-Ra.

### Space Street
Space Street est une collection de sept vignettes humoristiques de quelques pages, où l'on suit la vie de Flore à l'université spatiale et son histoire d'amour avec Tada.

## Genèse de l'œuvre

### Contexte de création
Dans la première moitié des années 1970, les histoires de science-fiction sont particulièrement rares dans le domaine du shōjo manga, alors qu'elles sont populaires dans le shōnen manga avec notamment Astro, le petit robot d'Osamu Tezuka et de Cyborg 009 de Shōtarō Ishinomori. Les éditeurs de manga considéraient que la science-fiction est inappropriée pour un public féminin et que les autrices de mangas seraient incapable de dessiner correctement machines et véhicules.
Pour autant Moto Hagio aime la science-fiction et souhaite dessiner des histoires dans le domaine. Elle parvient à publier quelques one shots plus ou moins liés au genre avec des protagonistes dotés de capacités parapsychologiques. Ainsi Seirei-gari (精霊狩り), pré-publiée en 1971 dans Bessatsu Shōjo Comic, est la première œuvre associée au genre, mais il faut attendre janvier 1972 avec Asobi-dama (あそび玉) pour avoir une première véritable œuvre de science-fiction, avec un garçon doté de capacités parapsychologiques dans une société futuriste et spatiale.
Mais le succès de ses deux premières séries, Le Cœur de Thomas et Poe no ichizoku, permet à Hagio d'envisager une première véritable série de science-fiction, et non-plus de simples one shots.

### Conception
L'idée originale derrière Nous sommes onze ! vient à Hagio lors de ses années au lycée, après la lecture de l'histoire Zashiki Bokko no hanashi (ざしき童子のはなし) de Kenji Miyazawa, où dix enfants jouent dans une maison abandonnée avant de finalement se rendre compte qu'ils sont onze, et sont incapables de déterminer qui est l'intru. Hagio décide de reprendre le scénario de base, mais en le déplaçant dans l'espace. L'autrice expérimente initialement l'histoire avec cinq ou six personnages, mais se fixe finalement sur onze personnages après avoir trouvé le titre Jūichinin iru! (11人いる!), dont la sonorité lui plaisait particulièrement.
La première partie de l'histoire terminée, Hagio commence à dessiner la deuxième partie dans l'idée que Tada et Flore vont visiter les planètes de chacun des autres membres de l'équipage de la première partie. Mais l'autrice se rend compte que le personnage Tada est trop parfait et donc difficile à manipuler. Frustrée par le personnage, elle arrête la série après avoir complété la seconde partie.

### Pré-publication
L'ensemble des chapitres sont pré-publiés dans le magazine mensuel Bessatsu Shōjo Comic :
- Nous sommes onze !, septembre 1975 – novembre 1975 ;
- Est et Ouest, un lointain horizon, décembre 1976 – février 1977 ;
- Space Street, mars 1977 – septembre 1977.

### Édition
La première partie du manga est publiée par Shōgakukan en juillet 1976 dans la collection Shōgakukan bunko (小学館文庫), no 712. La seconde partie est quant à elle publiée en août 1977, no 714 de Shōgakukan bunko. Le manga est par la suite réédité plusieurs fois, généralement en rassemblant les deux parties dans un même volume.
Nous sommes onze ! est la première œuvre de l'autrice à être publiée à l'étranger : la première partie du manga est publiée en anglais en 1996 par Viz Media dans une anthologie nommée Four Shojo Stories, qui sert d'introduction au genre du shōjo manga pour le public nord-américain.
Le manga est publié en français par Glénat en 2013 : les deux parties de l'œuvre sont compilées dans une anthologie d'histoires courtes de l'autrice nommée Moto Hagio : anthologie. Toutefois Space Street n'est pas inclus dans l'anthologie.

## Postérité

### Réception
Le manga remporte le prix Shōgakukan en 1976 conjointement avec le manga Poe no ichizoku de la même autrice.

### Adaptations

#### Drama
En 1977 la chaîne de télévision NHK adapte la première partie du manga en drama. Constitué d'un unique épisode 40 minutes, il est produit par Kanae Mayuzumi, scénarisé par Mamoru Sasaki et réalisé par Tōru Minegishi. L'épisode est diffusé le 2 janvier 1977 dans le cadre du programme shōnen drama series (少年ドラマシリーズ).
Ce drama se distingue des autres productions NHK de l'époque dans le domaine de la science-fiction par le fait d'être situé dans l'espace ainsi que dans un futur lointain ; NHK avait en effet plutôt l'habitude de produire des histoires situées dans le monde contemporain, en faisant intervenir des voyageurs temporels ou des pouvoirs de parapsychologie.

#### Animation
En 1986, Kitty Films produit une adaptation cinématographique d'animation de la première partie du manga. Elle est réalisée par Satoshi Dezaki et Tsuneo Tominaga et diffusée en salles lors du mois de novembre 1986.
Ce long métrage est importé en France par AB Productions dans les années 1990, et doublé sous le titre Le Onzième Passager, mais pour une raison inconnue, le film n'est jamais sorti en vidéo ni n'a été diffusé.

#### Théâtre
Les deux parties du manga ont été interprétées par diverses troupes de théâtre. Ainsi depuis 2004, l'unité Axle de Himawari Theatre Group interprète la première partie du manga. Studio Life interprète la première partie depuis 2011 et la seconde à partir de 2012. Enfin le groupe d'idoles Morning Musume interprète la seconde partie en 2016.
Une adaptation en théâtre radiophonique est aussi publiée en septembre 2013.